# Raúl Ballefín
Raúl Ballefín, né le 23 octobre 1923 à Minas en Uruguay et mort le 19 février 2013 à Montevideo, est un ancien joueur et entraîneur uruguayen de basket-ball.

## Palmarès
- 3e du championnat d'Amérique du Sud 1963